# St. Maria Magdalena (Densborn)

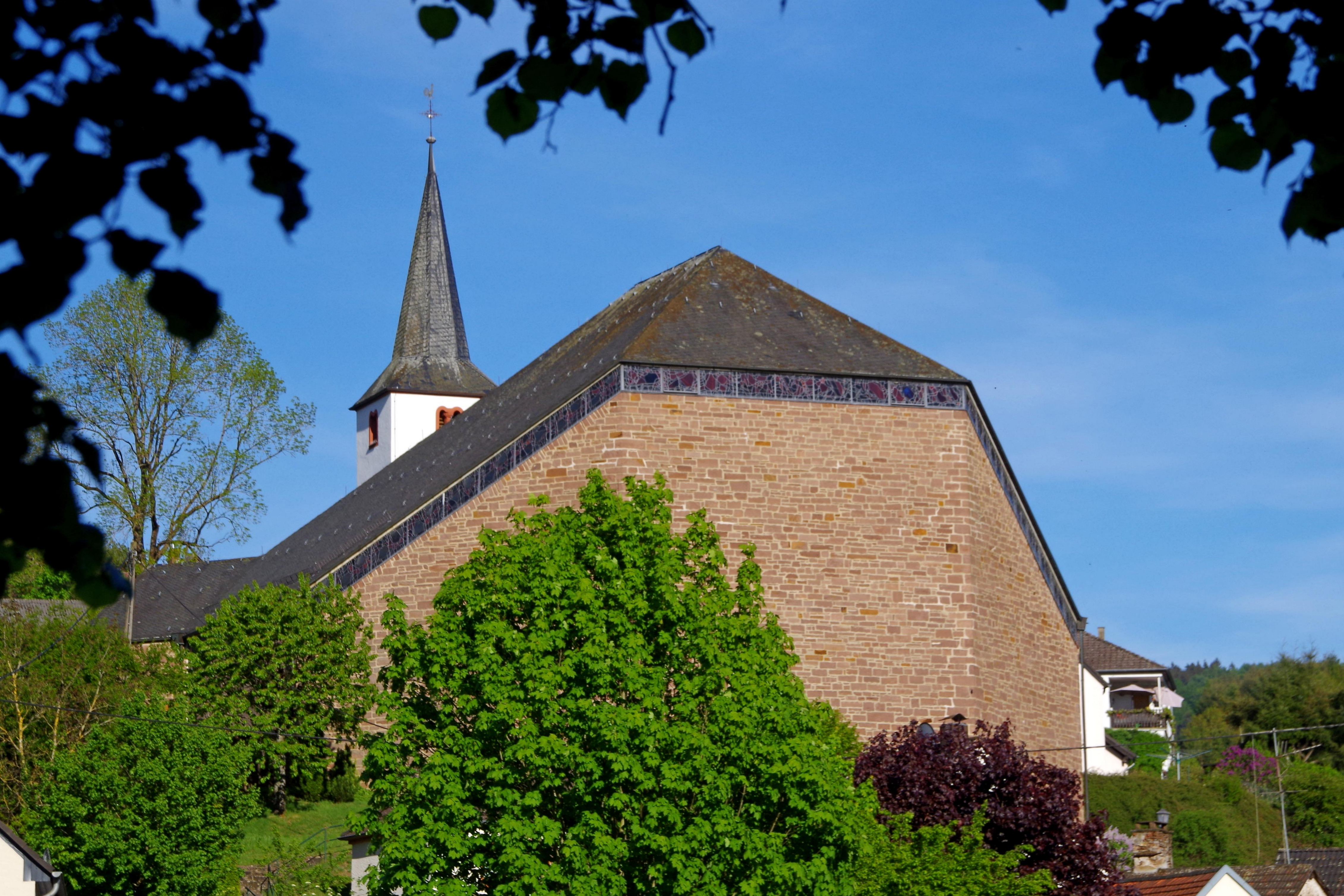
St. Maria Magdalena (Densborn)

Die Kirche St. Maria Magdalena ist die römisch-katholische Pfarrkirche von Densborn im Landkreis Vulkaneifel in Rheinland-Pfalz. Die Kirche gehört in der Pfarreiengemeinschaft Gerolsteiner Land zum Pastoralen Raum Adenau-Gerolstein im Bistum Trier.

## Geschichte
Densborn ist seit 1289 selbständige Pfarrei. Die Kirche St. Maria Magdalena steht oberhalb des Dorfes auf dem steilen Katharinenberg. Eine Vorgängerkirche brannte 1677 ab und wurde wieder aufgebaut, zwei Jahre später auch der Kirchturm. Diese Kirche wurde im 20. Jahrhundert zu klein. Deshalb baute der Trierer Architekt Peter van Stipelen (1923–2018) von 1969 bis 1970 unter Beibehaltung von gotischem Chor und 
Choranschlussturm eine Zeltdachkirche mit Holzdecke und einem hochliegenden „Lichtband aus rotweißer Bleiverglasung, das sich wie eine Dornenkrone um die Wände zieht“.  Es ist 75 Meter lang und stammt von dem Künstler Jakob Schwarzkopf.

## Ausstattung
Bemerkenswert ist der barocke Hochaltar von 1770. Seit 1979 besitzt die Kirche eine neue Orgel.